# Суур-Мунамягі
Суур-Мунамягі — найвища вершина в Естонії та балтійських країнах, з висотою 318 метрів над рівнем моря. Гора розташована поблизу села Хааня в південно-східній частині країни, неподалік від кордону з Латвією та Росією. На вершині стоїть обсерваторія, побудована в 1939 році.
З оглядової башти відкривається краєвид на природу Естонії. Башта збудована 1939 року, її висота 29,1 м. Після реконструкції 2005 року на задній стороні з'явився ліфт. На першому поверсі для відвідувачів створили кафе «318».